# Liliana Grassi
Liliana Grassi (Milano, 1º aprile 1923 – Milano, 10 agosto 1985) è stata un'architetta e storica dell'architettura italiana, teorica del restauro dei monumenti.
È ricordata in particolare per il grande restauro dell'Ospedale Maggiore di Milano.

## Biografia
Nasce a Milano 1923 da Agide Grassi, impiegato presso le acciaierie Falk di Sesto San Giovanni, e Maria Vanoli. Dopo il diploma presso il Regio Istituto Magistrale Carlo Tenca di Milano, conseguì anche la maturità artistica potendo così iscriversi alla Facoltà di Architettura del Politecnico di Milano, dove si laureò nel 1947.
Allieva di Ambrogio Annoni, ne diventò assistente volontaria subito dopo la laurea, diventando poi assistente ordinaria nel 1958. Libera docente di Caratteri stilistici e costruttivi dei monumenti (dal 1956) e di Restauro dei monumenti (dal 1960), fu professoressa di Disegno dal vero 1 (professoressa incaricata dal 1959) e di Restauro dei monumenti (professoressa incaricata dal 1960, ordinaria dal 1967) alla Facoltà di Architettura del Politecnico di Milano.
La crisi della Facoltà di Architettura - iniziata con le prime contestazioni studentesche del 1963 - spinse Liliana Grassi a trasferirsi nel 1972 alla Facoltà di Ingegneria, dove insegnò Tecnica del restauro fino alla morte avvenuta nell'estate del 1985 e dove fu direttrice dell'Istituto di disegno generale nel periodo 1972-82.
La sua attività progettuale è legata soprattutto al pluridecennale progetto di restauro della Ca' Granda di Milano - gravemente danneggiata dai bombardamenti della seconda guerra mondiale - al quale lavorò dal 1948 al 1985 (prima come collaboratrice di Annoni, poi come responsabile), realizzandone il riuso come sede dell'Università degli Studi di Milano. Tuttavia progettò anche numerosi altri restauri di chiese e palazzi (specialmente a Milano e nei suoi dintorni) e alcuni progetti di nuove costruzioni, tra i quali la Chiesa di S.Maria in Assago (completata da Maria Antonietta Crippa), ultimata nel 1992.
L'atteggiamento progettuale di Liliana Grassi era caratterizzato da un lato dal rifiuto di un «"moderno" del tutto scisso dalla tradizione» e dall'altro dal rifiuto dell'integrazione mimetica nel restauro, ambito in cui propendeva per un'integrazione equilibrata fra antico e moderno.
L'attività di ricerca di Liliana Grassi fu molto legata a quella progettuale sulla Ca' Granda - con approfonditi studi sull'architettura quattrocentesca lombarda e sul Filarete progettista del complesso - ma trattò anche temi più ampi di metodologia della ricerca storiografica architettonica e di teoria del restauro.
Fra i suoi principali allievi si ricordano Amedeo Bellini, Maria Antonietta Crippa e Stefano Della Torre.
Riposa al cimitero di Lambrate, in un colombaro.

## Opere

### Architetture
(Progetti principali)
- 1947 Proposta di restauro del Palazzo comunale, Cremona
- 1949-1985 Restauro dell'Ospedale maggiore e suo adattamento a sede dell'Università degli studi, Milano
- 1953 Proposta di sistemazione del presbiterio e dell'altare nella chiesa di San Francesco, Ravenna
- 1954 Abitazione di via Sismondi 53, Milano
- 1955 Monumento funebre a E. De Magistris, Milano
- 1956 Progetto di sistemazione del presbiterio della chiesa di sant'Agata, Brescia
- 1957 Villa Doria, Stresa (VB)
- 1957 Progetto per il grattacielo degli Uffici comunali (concorso, terzo premio), Milano
- 1960 Restauro e ampliamento della villa Sommi Picenardi adattata a ospizio, Brembate di Sopra (BG)
- 1960-1961 Nuovi uffici delle Assicurazioni Generali, Milano
- 1962 Salone della Sfondrata e Casa rossa nella villa Serbelloni, Bellagio (CO)
- 1966 Abitazione di via Tolmezzo 3, Milano
- 1966 Oratorio di san Carlo alle Rottole di via Palmanova, Milano
- 1968-1970 Restauro abside della chiesa di santa Maria Incoronata, Milano
- 1976-1985 Restauri del complesso dell'ex collegio Beccaria e dell'attiguo palazzo di via Lupetta, Milano
- 1978-1979 Proposte di restauro della chiesa di san Vittore, Muralto (CH)
- 1983-1985 Restauro dell'oratorio di san Rocco, Trezzo sull'Adda (MI)
- 1984 Restauro del campanile di Viggiù (VA)
- 1984-1985 Progetto per la nuova chiesa parrocchiale di Assago (MI)
- 1985 Progetto funzionale per il Castello di Vigevano (PV)

### Opere pubblicate
- Barocco e no, Görlich, Milano, 1953.
- Motivi per una storiografia dell'architettura, Milano, Edizioni Bignami, 1956.
- La Ca' Granda. Storia e restauro, Milano, Università degli studi, 1958.
- Camillo Boito, Milano, Il Balcone, 1959.
- Storia e cultura dei monumenti, Milano, Società editrice libraria, 1960.
- Momenti e problemi di storia del restauro, Milano, Tamburini, 1961.
- Medioevo, Rinascimento, Manierismo, Barocco. Principi ed esperienze architettoniche, Milano, Edizioni Bignami, 1965.
- Province del Barocco e del Rococò, Milano, Ceschina, 1966.
- Razionalismo architettonico dal Lodoli a Pagano, Milano, Bignami, 1966.
- Antonio Averlino detto il Filarete, Trattato di Architettura (prima edizione critica integrale in collaborazione con A.M. Finoli), Milano, Il polifilo, 1972.
- Lo " spedale di poveri" del Filarete. Storia e restauro, Milano, Università degli Studi di Milano, 1972.
- La Bicocca degli Arcimboldi (con Luisa Cogliati Arano), Milano, Industrie Pirelli, 1977.
- Divo Rocho dicatum. Storia e restauro dell'oratorio di S. Rocco in Trezzo sull'Adda, Trezzo sull'Adda, Comune di Trezzo, 1985.

## Archivio
Il fondo Liliana Grassi è conservato presso il Politecnico di Milano, Archivi storici.